# Melanion
Melanion lub Milanion – syn Amfidamasa, mąż Atalanty. Postać z mitologii greckiej.

## Życie
Melanion był synem Amfidamasa, a wnukiem króla Tegei Likurga. Zakochał się w córce swego stryja Iasosa, Atalancie. Atalanta jednak nie chciała wyjść za mąż, usłyszała bowiem wyrocznię, że po ślubie zostanie przemieniona w zwierzę. Oświadczyła więc, że poślubi tylko tego mężczyznę, który pokona ją w biegu. Jeśli natomiast ona zwycięży w biegu, zabije zalotnika. Atalanta była bardzo lekka i biegała nadzwyczaj szybko. Melanion stawił się więc na start ze złotymi jabłkami, które otrzymał od Afrodyty z jej ogrodu na Cyprze albo z ogrodu Hesperyd. W czasie biegu, gdy Atalanta go doganiała, młodzieniec rzucał jej pod nogi jeden po drugim złote owoce. Atalanta, zaciekawiona lub zakochana w zalotniku i zbyt szczęśliwa, by nie chcieć dać się oszukać, zatrzymywała się by pozbierać owoce i w ten sposób Melanion zwyciężył i otrzymał obiecaną nagrodę.
Gdy jakiś czas później, małżonkowie podczas polowania weszli do świątyni Zeusa i tam oddawali się miłości, zgorszony świętokradztwem bóg zamienił oboje w lwy. Kara miała im uniemożliwić obcowanie ze sobą, w starożytności panowało bowiem przekonanie, że lwy nie mają ze sobą potomstwa, lecz łączą się z lampartami.
W innej wersji mitu mężem Atalanty zostaje Hippomenes, syn Megareusa i Meropy, a boginią która zamienia małżonków w lwy jest Kybele, która w dodatku wprzęga ich do swojego rydwanu.
Przez niektórych autorów Melanion jest uważany za ojca Partenopajosa.

## Rodowód
Melanion pochodził z rodu Arkasa, był prawnukiem Aleosa.